# 沃克鎮區 (阿肯色州福克納縣)
沃克鎮區（英語：Walker Township）是位於美國阿肯色州福克納縣的一個行政鎮區。

## 地方資料
沃克鎮區的面積為75.99平方千米，當中陸地面積為75.95平方千米，而水域面積為0.04平方千米。根據2010年美國人口普查的數據，當地共有人口1105人，而人口密度為每平方千米14.54人。